# Alleanza per l'Integrazione Europea
L'Alleanza per l'Integrazione Europea è stata la coalizione al governo della Moldavia dalle elezioni parlamentari del 29 luglio 2009 fino al 2013.

## Contesto
Dopo le elezioni parlamentari di aprile e dopo le proteste civili, il clima in Moldavia divenne molto polarizzato. Il Parlamento della Moldavia non riuscì ad eleggere un nuovo Presidente, e per questa ragione il Parlamento fu sciolto e si tennero le elezioni anticipate. Queste ultime furono vinte dal Partito dei Comunisti della Repubblica di Moldavia con il 44,7% dei voti, il che deve ottenere al PCRM 48 seggi, mentre i restanti 53 (sui 101 dell'Assemblea) andarono ai quattro partiti di opposizione. Per eleggere il Presidente del Parlamento ed il Primo ministro sono necessari 52 voti, mentre ne servono 61 (i tre quinti) per eleggere il Presidente della Moldavia.

## Membri
L'Alleanza fu costituita dai seguenti partiti: Partito Liberale Democratico di Moldavia (18 seggi), Partito Liberale (15 seggi), Partito Democratico della Moldavia (13 seggi) e il Partito Alleanza "Moldavia Nostra" (7 seggi).
L'8 agosto 2009, i quattro partiti moldavi giunsero ad un accordo per creare una coalizione di governo per spingere il PCRM all'opposizione; il PCRM era al governo dal 2001.

## Obiettivi dell'Alleanza
I leader dei quattro partiti — Vlad Filat, Mihai Ghimpu, Marian Lupu e Serafim Urechean — hanno firmato la dichiarazione di alleanza in 22 punti in una conferenza stampa sabato 8 agosto 2009.
Il Partito Liberale Democratico di Moldavia, il Partito Liberale, Partito Democratico della Moldavia e il Partito Alleanza "Moldavia Nostra" si sono posti gli obiettivi di superare la crisi sociale ed economica, e di assicurare la crescita economica della nazione, reintegrando i territori, promuovendo l'integrazione europea, oltre che una politica estera bilanciata, consistente e responsabile.
La coalizione ha affermato di volere un accordo di associazione con l'Unione europea; inoltre, intende avere relazioni strategiche sia con la Russia che con gli Stati Uniti.
La prima seduta del Parlamento della Moldavia era in programma per il 28 agosto; l'Alleanza ha eletto Mihai Ghimpu Presidente del Parlamento ed a settembre ha eletto come Primo ministro Vlad Filat, presidente del Partito Liberale Democratico di Moldavia.

### Elezione di un nuovo Presidente
Uno degli obiettivi dell'Alleanza è quello di eleggere il Presidente della Moldavia. I quattro partiti, per eleggere un nuovo Presidente, hanno bisogno di almeno 8 voti da parte dei comunisti, che possono decidere di bloccare l'elezione del nuovo presidente. Vladimir Voronin si è dimesso dalla carica di presidente l'11 settembre 2009, e gli è pertanto succeduto, ad interim, Mihai Ghimpu, in quanto Presidente del Parlamento. Egli rimarrà in carica fino a che non verrà eletto il nuovo Capo di Stato.
I critici vicini al PCRM hanno affermato che la nuova coalizione è di fatto la riedizione della passata Alleanza per la Democrazia e le Riforme, che non riuscì nel tentativo di governare. Dopo il 1999, il PCRM sfruttò con successo l'attività incoerente dell'Alleanza per la Democrazia e le Riforme per screditare ogni forma di coalizione politica formatasi senza i comunisti.
Con l'elezione del nuovo Presidente, il 16 marzo 2012, l'Alleanza è riuscita a far eleggere un indipendente, Nicolae Timofti, alla carica di Presidente della Moldavia.